# Владимировская сельская территория
Владимировская сельская территория — административно-территориальная единица Старооскольского городского округа включающая в себя 4 населенных пункта: Владимировка, Новоалександровка, Боровая, Высокий. Административный центр — село Владимировка.

## Состав сельской территории
| № | Населённый пункт  | Тип населённого пункта       | Население |
| - | ----------------- | ---------------------------- | --------- |
| 1 | Боровая           | село                         | ↘68       |
| 2 | Владимировка      | село, административный центр | ↘712      |
| 3 | Высокий           | хутор                        | ↘91       |
| 4 | Новоалександровка | село                         | ↘132      |

## Географические данные
| Общая площадь        | 5829 га.   |
| -------------------- | ---------- |
| Сельхозугодья        | 5596,9 га. |
| Пашня                | 4486,2 га. |
| Сенокосы, пастбища   | 581,6 га.  |
| Леса и лесополосы    | 372,4 га.  |
| Реки, пруды, водоемы | 145 га.    |
| Протяженность дорог  | 33,93 км.  |